# Bifemelano
Bifemelano é um fármaco que atua como nootrópico. Possui atividades anti-isquêmicas e anti-hipóxicas cerebrais. Possui ação antiagregante plaquetar, melhorando a irrigação cérebro-vascular.

## Indicações
É indicado em patologias cerebrais, alterações de memória, concentração e conduta e demência senil.É utilizado em tratamentos de demência senil.